# La Vallée de la mort
Pour plus de détails, voir Fiche technique et Distribution.
La Vallée de la mort (titre original : Death Valley) est un film américain de Dick Richards sorti en 1981.

## Synopsis
S'étant remise en couple après un premier divorce, Sally part en voyage, avec son nouveau compagnon Mike et son fils Billy, à travers la Death Valley, en Californie. Sur la route, la petite famille découvre une caravane avec trois cadavres à l'intérieur. De ce fait, elle se retrouve avec un tueur à ses trousses...

## Fiche technique
- Titre original : Death Valley
- Réalisation : Dick Richards
- Scénario : Richard Rothstein
- Directeur de la photographie : Stephen H. Burum
- Montage : Joel Cox
- Musique : Dana Kaproff
- Production : Elliott Kastner
- Genre : Thriller
- Pays :  États-Unis
- Durée :  87 minutes (1 h 27)
- Date de sortie :
  -  États-Unis : 31 août 1981 (Phoenix, Arizona) ; 22 janvier 1982 (Santa Cruz, Californie)
  -  France : 13 juillet 1982

## Distribution
- Paul Le Mat (VF : François Leccia) : Mike
- Catherine Hicks : Sally
- Stephen McHattie (VF : Marc de Georgi) : Hal
- Wilford Brimley (VF : Raoul Delfosse) : le shérif Perry
- Peter Billingsley (VF : Jackie Berger) : Billy
- Edward Herrmann (VF : Bernard Woringer) : Paul Stanton
- Jack O'Leary : Earl
- Mary Steelsmith (VF : Jeanine Forney) : la baby-sitter